# تعاليم اجتماعية كاثوليكية
التعاليم الاجتماعية الكاثوليكية هي مجموعة التعاليم الكاثوليكية المتعلقة بمسائل كرامة الإنسان والصالح العام في المجتمع، إذ تتناول الأفكار مواضيع الظلم، ودور الدولة، وتفريع السلطة، والتنظيم الاجتماعي، والاهتمام بالعدالة الاجتماعية، وقضايا توزيع الثروة.
```
تُعتَبر أسسها موضوعة من قبل البابا 
ليون الثالث عشر
 في منشوره البابوي «ريروم نوفاروم» في عام 1891، الذي دعا فيه إلى الأيدولوجية التوزيعية الاقتصادية، ويمكن إرجاع جذورها إلى كتابات المفكرين الكاثوليك مثل: 
توما الأكويني
، وأوغسطينيوس، كما تُعتَبر مشتقة أيضًا من المفاهيم الموجودة في 
الكتاب المقدس
 وثقافات الشرق الأدنى القديم.
[
1
]
```

ووفقًا للبابا بندكت السادس عشر، فإن التعاليم الاجتماعية الكاثوليكية: «هي ببساطة للمساعدة في تنقية العقل، وللمساهمة -هنا والآن- في قبول وتحقيق ما هو عادل....(الكنيسة) يجب أن تلعب دورها من خلال البرهان العقلاني، وعليها إيقاظ الطاقة الروحية التي بدونها لا يمكن للعدالة أن تسود وتزدهر»، ووفقًا للبابا يوحنا بولس الثاني، فإن أساسها «يرتكز على الأركان الثلاثة: كرامة الإنسان، والتضامن، وتفريع السلطة».
التعاليم الاجتماعية الكاثوليكية متميزة في انتقاداتها المستمرة للأيديولوجيات الاجتماعية والسياسية الحديثة لكل من اليسار واليمين، فكل من الليبرالية، الشيوعية، النسوية، الإلحاد، الاشتراكية، الفاشية، الرأسمالية، والنازية، مدانين -على الأقل بأشكالهم الصرفة- من قبل العديد من الباباوات منذ أواخر القرن التاسع عشر.
لقد حاولت العقيدة الاجتماعية الكاثوليكية دائمًا إيجاد توازن بين احترام الحرية الإنسانية -بما في ذلك الحق في الملكية الخاصة والتبعية، وبين الاهتمام بالمجتمع كله -بما في ذلك الأضعف منه والأفقر.

## المبادئ

### الكرامة الإنسانية
إن مبدأ التعاليم الاجتماعية الكاثوليكية يشكل النظرة الصحيحة للشخص البشري: «لكونه في صورة الله، يمتلك الفرد البشري كرامة الشخص، وهو ليس مجرد شيء، بل هو شخص ما. إنه قادر على معرفة الذات، وعلى امتلاك الذات، وعلى إعطاء نفسه بحرية والدخول في شراكة مع الآخرين، وهو يُدعى بالفضيلة إلى عهد مع خالقه، ليقدم له استجابة من إيمان ومحبة لا يمكن لأي مخلوق آخر أن يعطيها».

## تفريع السلطة
تعود أصول هذا كمفهوم في الفكر الاجتماعي الكاثوليكي إلى فيلهلم إيمانويل فون كيتلير، الذي شغل منصب أسقف ماينز في منتصف وأواخر القرن التاسع عشر، لكنه أصبح معروفًا لاحقًا من خلال المنشور البابوي للبابا بيوس الحادي عشر، فكما هو الحال مع العديد من الرسائل البابوية الاجتماعية في العصر الحديث، كان هذا الخطاب بسبب الصراع المحتد بين الأيديولوجيات الشيوعية والرأسمالية، بالضبط بعد أربعين سنة من أول موقف علني من الفاتيكان حول هذه المسألة في خطاب البابا ليون الثالث عشر.

## التضامن والصالح العام
التضامن هو تصميم ثابت وراسخ على التزام الفرد بالصالح العام، والتضامن الذي ينبع من الإيمان، هو أمر أساسي في النظرة المسيحية إلى التنظيم الاجتماعي والسياسي، فكل شخص مرتبط ومعتمد على البشرية جماعةً وفرادىً.

## العمل الخيري
أعلنت الكنيسة الكاثوليكية في المنشور البابوي الثالث والأخير للبابا بندكت السادس عشر أن: «العمل الخيري في قلب الكنيسة»، فكل مسؤولية وكل التزام مبني على هذه العقيدة مستمد من العمل الخيري الذي يكون بحسب تعاليم يسوع، أساس القانون كله (متى 22: 36-40)، فهو يعطي مضمون حقيقي للعلاقة الشخصية مع الله ومع الجار، وهو مبدأ غير خاص بالعلاقات الصغرى فحسب، وإنما مع الأصدقاء وأفراد العائلة وحتى داخل المجموعات الصغيرة.

## التوزيعية والعدالة الاجتماعية
التوزيعية هي مدرسة للفكر الاقتصادي والاجتماعي طورها المفكران الكاثوليكيان غلبرت كايث تشيسترتون وهيلاير بيلو، وهي ترى أن الهياكل الاجتماعية والاقتصادية يجب أن تعزز العدالة الاجتماعية، وأن العدالة الاجتماعية ستخدمنا بشكل أفضل من خلال التوزيع الواسع للملكية، ولدعم ذلك يشير مؤيدو التوزيعية إلى المنشور البابوي «ريروم نوفاروم».

## التعاليم الاجتماعية الكاثوليكية في حيز التطبيق

### الكرسي البابوي
خُصِّصَت عدة أجهزة من الكرسي البابوي للقضايا الاجتماعية، إذ يُكلَّف المجلس البابوي للعدالة والسلام بتعزيز "العدالة والسلام في العالم، في ضوء الإنجيل والتعاليم الاجتماعية للكنيسة"، ويعمل على توضيح وتوسيع وتطوير تعاليم جديدة في مجالات السلام والعدل وحقوق الإنسان، كما يتعاون المجلس مع المنظمات الكاثوليكية المحلية والدولية العاملة في تلك المناطق، ويعمل مع أجهزة الرعاية الاجتماعية التابعة للأمم المتحدة من خلال الأمانة العامة للدولة.
المجلس البابوي هو أول جهاز أساسي مخصص للأعمال الخيرية، حيث يشرف المجلس على أنشطة مؤسسة كاريتاس الدولية، كما يدير مؤسسة جون بول الثاني للساحل، ومؤسسة تطوير الشعوب، بالإضافة إلى ذلك، تشجع الأكاديمية البابوية للعلوم الاجتماعية على دراسة العلوم الاجتماعية وتقدمها، فهي تعمل مع مختلف دوائر الكرسي البابوي -ولا سيما مجلس العدل والسلام- للمساهمة في تطوير التعاليم الاجتماعية للكنيسة.
أنشأ الكرسي البابوي الحركة العالمية للعمال المسيحيين كمنظمة كنسية للعاملين من الرجال والنساء، وذلك لتعزيز المبادرات الاجتماعية الكاثوليكية.

### أوروبا وأمريكا
تأثرت الديمقراطية المسيحية -وهي حركة سياسية في العديد من البلدان الأوروبية وأمريكا اللاتينية- بشكل كبير بالتعاليم الاجتماعية الكاثوليكية، وأثرت على حركات سياسية أخرى بدرجات متفاوتة في جميع أنحاء العالم.
دخل مبدأ تفريع السلطة في قانون الاتحاد الأوروبي بموجب معاهدة ماستريخت، ووقع في 7 شباط / فبراير 1992، ودخل حيز النفاذ في 1 تشرين الثاني / نوفمبر 1993، وترد الصياغة الحالية في المادة 5 من المعاهدة المُنشِئة للاتحاد الأوروبية (النسخة الموحدة التالية لمعاهدة نيس، التي دخلت حيز التنفيذ في 1 فبراير 2003).
تأسست بروغوريسو آيرلندا -وهي منظمة تطويرية غير حكومية مقرها في دبلن- على مبادئ التعاليم الاجتماعية الكاثوليكية، وهي تعمل على تحقيق التنمية المستدامة، والقضاء على الفقر في الدول غير المتطورة في العالم.
تأسست شركة موندراغون التعاونية -وهي تعاونية مقرها في موندراغون في إسبانيا- على المبادئ الاجتماعية الكاثوليكية التي كانت موجودة آنذاك.
تعتمد حركة «باكس رومانا» -حركة عالمية للمهنيين والمثقفين الكاثوليك- بقوة على مبادئ التعاليم الاجتماعية الكاثوليكية، وهي نشطة في جميع القارات، ولا سيما في أوروبا والأمريكيتين وأفريقيا.